# Bitwa pod Pohrebyszczem

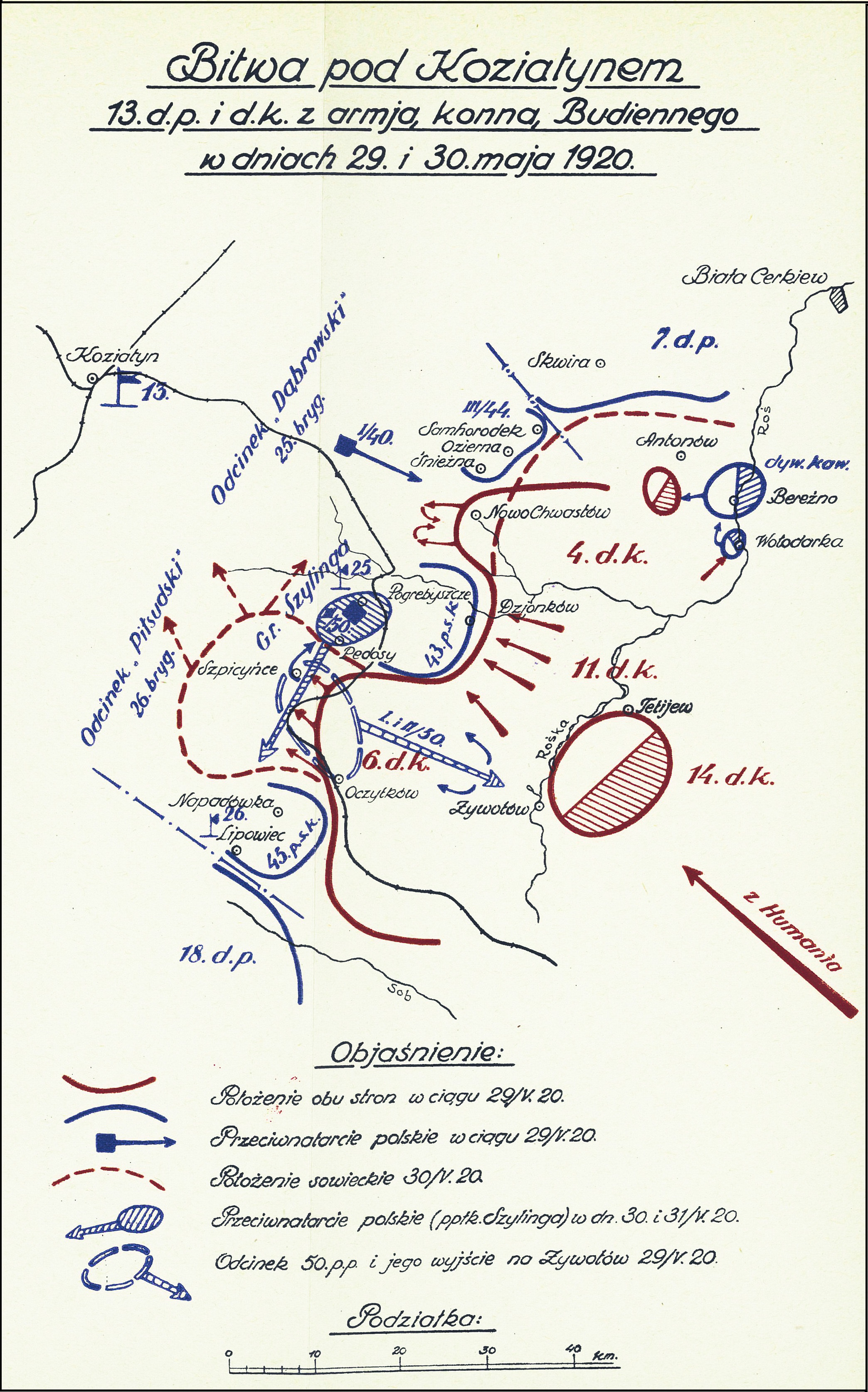
Gen. Tadeusz Kutrzeba
Wyprawa kijowska 1920 roku.

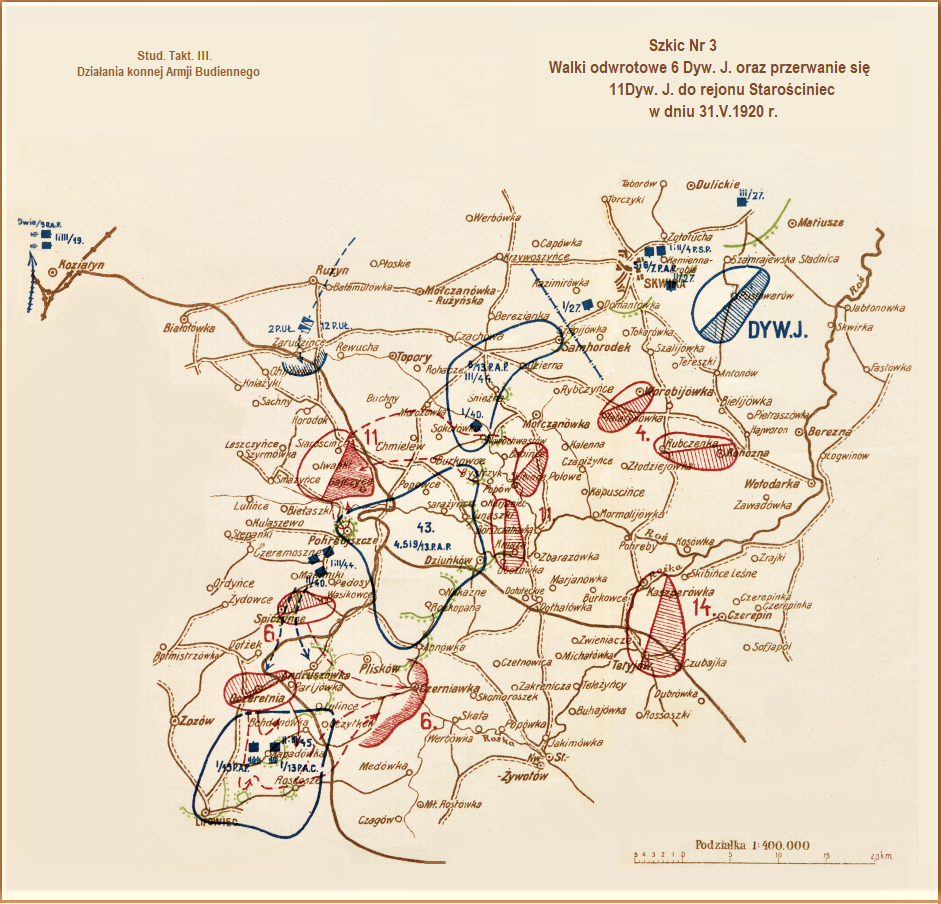
Mieczysław Biernacki,
Działania armji konnej Budiennego w kampanii polsko - rosyjskiej 1920 r.

Bitwa pod Pohrebyszczem – walki polskiego 50 pułku piechoty ppłk. Adolfa Paqualena z sowiecką 11 Dywizją Kawalerii toczone w okresie pierwszej fazy ofensywy Siemiona Budionnego w czasie wojny polsko-bolszewickiej pod Pohrebyszczem.

## Sytuacja ogólna
25 kwietnia rozpoczęła się polska ofensywa na Ukrainie. Przeprowadzona w dwóch fazach operacja zaczepna polskich armii zakończyła się spektakularnym sukcesem. 7 maja, w zasadzie bez walki, Kijów został zdobyty, a bezpośrednio po zajęciu miasta dowództwo 3 Armii utworzyło na wschodnim brzegu Dniepru obszerne przedmoście. Zajęcie Kijowa i utworzenie przedmościa zakończyło polską ofensywę na Ukrainie.
Po zakończeniu ofensywy większość uczestniczących w niej jednostek polskich zorganizowała obronę obsadzając ważniejsze węzły komunikacyjne i wybrane miejscowości. Front ustabilizował się na linii od Prypeci, wzdłuż Dniepru, przez Białą Cerkiew, Skwirę, Lipowiec, Bracław, Wapniarkę do Jarugi nad Dniestrem.
26 maja 1 Armia Konna Siemiona Budionnego uderzyła na polskie linie obronne. 13 Dywizja Piechoty ze składu 6 Armii zaatakowana została w momencie, gdy jej oddziały znajdowały się częściowo w ruchu, dążąc do poprawy położenia i zajęcia dogodniejszych stanowisk nad rzekami Rosią i Rośką.

## Walki pod Pohrebyszczem
W trzeciej dekadzie maja 50 pułk piechoty ppłk. Adolfa Paqualena, utworzył dwa „węzły obronne”. W Spiczyńcach rozwinął się I batalion, a w Andruszówce wzmocniony II batalion. III batalion stanowił odwód 13 Dywizji Piechoty i stacjonował w Koziatynie.
28 maja dowódca 50 pp ppłk Paqualen otrzymał rozkaz poprawy położenia i przesunięcia linii obrony nad Rośkę.
W tym czasie 1 Armia Konna, zgrupowana na linii Talne - Humań - Teplik, szykowała się do uderzenia w kierunku Koziatyna. Nocą z 28 na 29 maja sowiecka kawaleria ruszyła ku pozycjom 13 Dywizji Piechoty, a pod Nowym Żywotowem masy sowieckiej kawalerii po krótkiej walce zmiażdżyły I i II batalion 50 pułku piechoty.
Jednak uporczywa obrona pozostałych oddziałów 13 Dywizji Piechoty załamała sowieckie natarcie i zmusiła oddziały Budionnego do zmiany kierunku działania. 31 maja oddziały 1 Armii Konnej przegrupowały siły i podjęły kolejną próbę przełamania frontu. O świcie brygada 11 Dywizji Kawalerii, wspierana przez trzy samochody pancerne, uderzyła na broniony przez jedną kompanie 50 pułku piechoty Bystrzyk. 
Po pięciogodzinnej walce kompania została wybita, a sowiecka kawaleria wdarła się piętnaście kilometrów w głąb ugrupowania polskiego i około 14.00 dotarła do Pohrebyszcza, obsadzonego przez dwie kompanie III batalionu 50 pułku piechoty.Twarda obrona polskich kompanii załamała wszystkie ataki spieszonej kawalerii i zadała jej poważne straty. Sowieci wycofali się do rejonu Starościńce - Gajczyce. Nocą z 31 maja na 1 czerwca sowieccy kawalerzyści zostali zaatakowani pod Gajczycami przez I batalion 19 pułku piechoty i 2 pułk ułanów.